# Anna d'Orléans
Anna d'Orléans (Le Nouvion-en-Thiérache, 5 agosto 1906 – Sorrento, 19 marzo 1986) è stata una principessa francese poi divenuta duchessa d'Aosta come consorte di Amedeo di Savoia-Aosta.

## Biografia

### Infanzia
Anna d'Orléans nacque il 5 agosto 1906 a Le Nouvion-en-Thiérache, in Francia. Era figlia di Giovanni d'Orléans, Duca di Guisa e Isabella d'Orléans.

### Matrimonio

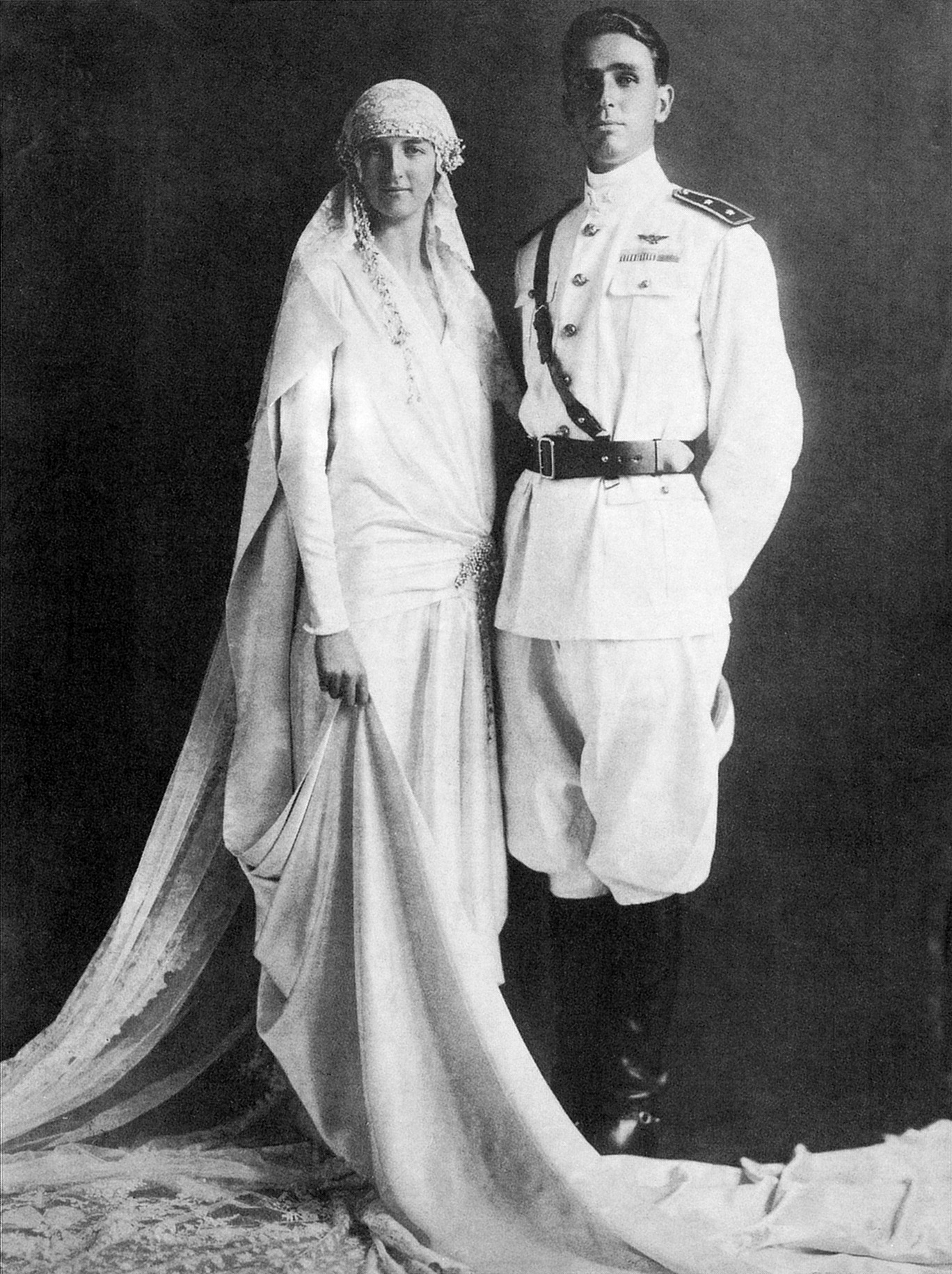
Anna d'Orléans il giorno del matrimonio con Amedeo, duca di Aosta, a Napoli nel 1927

Sposò il 5 novembre 1927, a Napoli, Amedeo di Savoia-Aosta, terzo duca d'Aosta.

### Viceregina d'Etiopia
Anna d'Aosta fu Viceregina d'Etiopia a seguito dell'assunzione del titolo di Viceré d'Etiopia da parte del marito. Dopo aver risieduto con Amedeo al Castello di Miramare a Trieste, seguì il marito ad Addis Abeba, ma rientrò in Italia prima dello scoppio della guerra.

### Seconda guerra mondiale
Divenuta vedova nel 1942, alla data dell'8 settembre 1943 Anna d'Aosta risiedeva a Palazzo Pitti a Firenze. All'annuncio dell'armistizio Anna non volle lasciare Palazzo Pitti per solidarietà con i fiorentini. Arrestata con le due bambine dai tedeschi, venne deportata in Austria assieme alla cognata Irene di Grecia e all'infante Amedeo, figlio di quest'ultima e di Aimone di Savoia-Aosta.
"Giunsero a fine luglio le due Duchesse d'Aosta, Anna di Francia con le giovanissime Principesse Margherita e Maria Cristina, e Irene di Grecia, con un amore di bimbo di otto mesi, il Principino Amedeo. La brutalità tedesca non aveva avuto riguardi di sorta, né per la tenera età dei figli, né per il lutto grave che portava nel cuore la Duchesa Anna per la perdita del marito, Duca Amedeo d'Aosta, che, pur infermo, volle eroicamente restare fino alla morte nell'Africa lontana, al posto del dovere; né per la personale condotta delle due Duchesse, rimaste com'erano a Firenze, solo per non abbandonare nell'ora del pericolo la popolazione. Avrei bisogno di un volume per narrare gli atti compiuti verso tutti. Non posso però tacere un episodio della angelica bontà della Duchessa Anna.(...) compresi subito che la mia ora fosse giunta. La Duchessa Anna allora mi chiamò e mi rivolse parole così alte che sentii di poter affrontare la morte con serenità". C. Senise, "Quando ero Capo della Polizia", Ruffolo editore, Roma, 1946, p. 275-76.

### Diplomazia
L'imperatore Hailé Selassié, che era stato impressionato dal rispetto che Amedeo, Duca d'Aosta dimostrò nei suoi confronti, durante la sua visita ufficiale in Italia, nel 1953, invitò per un tè la vedova Anna d'Orléans, ma, quando il governo italiano lo informò che ricevere la duchessa avrebbe offeso la repubblica, Haile Selassie fu costretto a cancellare l'incontro con dispiacere. In sostituzione, invitò il quinto duca d'Aosta in Etiopia verso la metà degli anni sessanta e gli accordò tutti gli onori di un capo di Stato.

### Morte
Anna d'Orléans, morì a Sorrento nel 1986. È sepolta nella Basilica dell'Incoronata Madre del Buon Consiglio di Napoli insieme alla suocera Elena d'Orléans.

## Nella cultura di massa
Il grande poeta triestino Umberto Saba le ha dedicato due madrigali nel suo "Canzoniere". Il primo la ricorda giovane nel parco di Miramare ("Così giovane sei, così leggera/cammini incontro alla dubbia fortuna,..."), il secondo la sua deportazione ad opera dei tedeschi dopo l'8 settembre ("Penso le mani, le tue belle mani./Sono passati per farle duemila/anni di storia di Francia. Le fila/del destino il destino rompe. Ostaggio/sei -dicono- al tedesco...".)

## Discendenza
Anna e Amedeo, duca di Aosta ebbero due figlie:
- Margherita Isabella Maria Vittoria Emanuela Elena Gennara (Napoli, 7 aprile 1930 - Basilea, 10 gennaio 2022). Sposò il 28 dicembre 1953 Roberto d'Austria-Este, secondo figlio dell'imperatore Carlo I d'Austria e di Zita di Borbone-Parma. La coppia ha avuto tre figli e due figlie.
- Maria Cristina Giusta Elena Giovanna (Trieste, 10 settembre 1933 - San Paolo, 18 novembre 2023). Sposò il 29 gennaio 1967 Casimiro di Borbone-Due Sicilie. La coppia ha avuto due figli e due figlie.

## Titoli e trattamento
- 5 agosto 1906 – 4 luglio 1931: Sua Altezza Reale, Anna d'Orléans, duchessa di Guisa, principessa di Francia
- 4 luglio 1931 - 3 marzo 1942: Sua Altezza Reale, Anna di Savoia, duchessa d'Aosta
- 3 marzo 1942 – 19 marzo 1986: Sua Altezza Reale, la Duchessa vedova d'Aosta

## Ascendenza
|                                 |                              |                                     | Genitori                                   |  |  | Nonni |  |  | Bisnonni                     |  |  | Trisnonni                |  |
|                                 |                              |                                     |                                            |  |  |       |  |  | Ferdinando Filippo d'Orléans |  |  | Luigi Filippo di Francia |  |
|                                 |                              |                                     |                                            |  |  |       |  |  | Ferdinando Filippo d'Orléans |  |  | Luigi Filippo di Francia |  |
|                                 |                              | Maria Amalia di Borbone-Due Sicilie |                                            |  |  |       |  |  | Ferdinando Filippo d'Orléans |  |  |                          |  |
| Roberto d'Orléans               |                              |                                     |                                            |  |  |       |  |  | Ferdinando Filippo d'Orléans |  |  |                          |  |
|                                 |                              | Elena di Meclemburgo-Schwerin       | Federico Ludovico di Meclemburgo-Schwerin  |  |  |       |  |  |                              |  |  |                          |  |
|                                 |                              | Elena di Meclemburgo-Schwerin       | Federico Ludovico di Meclemburgo-Schwerin  |  |  |       |  |  |                              |  |  |                          |  |
|                                 |                              | Elena di Meclemburgo-Schwerin       | Carolina Luisa di Sassonia-Weimar-Eisenach |  |  |       |  |  |                              |  |  |                          |  |
| Giovanni di Guisa               |                              | Elena di Meclemburgo-Schwerin       |                                            |  |  |       |  |  |                              |  |  |                          |  |
|                                 |                              | Francesco d'Orléans                 | Luigi Filippo di Francia                   |  |  |       |  |  |                              |  |  |                          |  |
|                                 |                              | Francesco d'Orléans                 | Luigi Filippo di Francia                   |  |  |       |  |  |                              |  |  |                          |  |
|                                 |                              | Francesco d'Orléans                 | Maria Amalia di Borbone-Due Sicilie        |  |  |       |  |  |                              |  |  |                          |  |
| Francesca Maria d'Orléans       |                              | Francesco d'Orléans                 |                                            |  |  |       |  |  |                              |  |  |                          |  |
|                                 |                              | Francesca del Brasile               | Pietro I del Brasile                       |  |  |       |  |  |                              |  |  |                          |  |
|                                 |                              | Francesca del Brasile               | Pietro I del Brasile                       |  |  |       |  |  |                              |  |  |                          |  |
|                                 |                              | Francesca del Brasile               | Maria Leopoldina d'Asburgo-Lorena          |  |  |       |  |  |                              |  |  |                          |  |
| Anna d'Orléans                  |                              | Francesca del Brasile               |                                            |  |  |       |  |  |                              |  |  |                          |  |
|                                 | Ferdinando Filippo d'Orléans | Luigi Filippo di Francia            |                                            |  |  |       |  |  |                              |  |  |                          |  |
|                                 | Ferdinando Filippo d'Orléans | Luigi Filippo di Francia            |                                            |  |  |       |  |  |                              |  |  |                          |  |
|                                 | Ferdinando Filippo d'Orléans | Maria Amalia di Borbone-Due Sicilie |                                            |  |  |       |  |  |                              |  |  |                          |  |
| Luigi Filippo Alberto d'Orléans | Ferdinando Filippo d'Orléans |                                     |                                            |  |  |       |  |  |                              |  |  |                          |  |
|                                 |                              | Elena di Meclemburgo-Schwerin       | Federico Ludovico di Meclemburgo-Schwerin  |  |  |       |  |  |                              |  |  |                          |  |
|                                 |                              | Elena di Meclemburgo-Schwerin       | Federico Ludovico di Meclemburgo-Schwerin  |  |  |       |  |  |                              |  |  |                          |  |
|                                 |                              | Elena di Meclemburgo-Schwerin       | Carolina Luisa di Sassonia-Weimar-Eisenach |  |  |       |  |  |                              |  |  |                          |  |
| Isabella d'Orléans              |                              | Elena di Meclemburgo-Schwerin       |                                            |  |  |       |  |  |                              |  |  |                          |  |
|                                 |                              | Antonio d'Orléans                   | Luigi Filippo di Francia                   |  |  |       |  |  |                              |  |  |                          |  |
|                                 |                              | Antonio d'Orléans                   | Luigi Filippo di Francia                   |  |  |       |  |  |                              |  |  |                          |  |
|                                 |                              | Antonio d'Orléans                   | Maria Amalia di Borbone-Due Sicilie        |  |  |       |  |  |                              |  |  |                          |  |
| Maria Isabella d'Orléans        |                              | Antonio d'Orléans                   |                                            |  |  |       |  |  |                              |  |  |                          |  |
|                                 |                              | Luisa Ferdinanda di Borbone-Spagna  | Ferdinando VII di Spagna                   |  |  |       |  |  |                              |  |  |                          |  |
|                                 |                              | Luisa Ferdinanda di Borbone-Spagna  | Ferdinando VII di Spagna                   |  |  |       |  |  |                              |  |  |                          |  |
|                                 |                              | Luisa Ferdinanda di Borbone-Spagna  | Maria Cristina di Borbone-Due Sicilie      |  |  |       |  |  |                              |  |  |                          |  |
|                                 |                              | Luisa Ferdinanda di Borbone-Spagna  |                                            |  |  |       |  |  |                              |  |  |                          |  |